# Jacques Adnet
Jacques Adnet, (le nom inscrit sur sa carte d'identité est "Jack Édouard Jules Adnet") est un architecte, décorateur et ensemblier et créateur designer français né le 20 avril 1900 à Châtillon-Coligny (Loiret) et mort le 29 octobre 1984 dans le 16e arrondissement de Paris.
Il travailla avec son frère jumeau, Jean Adnet, qui reçut une formation identique à la sienne. Sous une signature commune jusqu'en 1928, ils reçurent les mêmes récompenses.

## Biographie
Après des études secondaires à Auxerre, Jacques Adnet entre à l'âge de seize ans à l’Ecole des Arts décoratifs. Il y fait connaissance, notamment, de Raymond Legueult, Une fois son diplôme en poche, il est engagé chez les décorateurs Tony Selmersheim et Maurice Dufrène ; c'est là qu'il apprend l'art et la technique du meuble.  Lorsque Maurice Dufrène est nommé directeur de « La Maîtrise » (l'atelier d'art des Galeries Lafayette), Jacques Adnet le suit.
En 1925, lors de l'Exposition internationale des Arts Décoratifs et industriels modernes, Jacques Adnet expose des céramiques (créées avec son frère Jean et signées « J. J. Adnet ») sur le stand de « La Maîtrise ». Durant la seconde moitié des années 1920, il continue à créer des meubles et des objets typique Art déco en collaboration avec son frère Jean. En 1927, Jacques Adnet remporte la prestigieuse Bourse Blumenthal.
Leur parcours se sépare en 1928 lorsque Jacques Adnet reprend la direction de la Compagnie des arts français fondée en 1919 par Louis Süe et André Mare (Jean Adnet lui reste aux Galeries Lafayette). Jacques Adnet dirige la Compagnie des arts français dont la devise était « Évolution dans la tradition » jusqu'à sa fermeture en 1959.  
Jacques Adnet cherche à établir des liens entre la décoration et les nouvelles inventions comme l'électricité, le cinéma, la voiture ou l'avion. Comme il le dit, « la technique doit suivre l'inspiration et non la précéder. La question n'est pas seulement de faire des choses utiles, mais de satisfaire les yeux puis l'âme. Il faut certes se soumettre à certaines normes imposées par les matériaux, mais partir de là pour créer de l'humain ». Passionné par tous les arts, il estime que leur interconnexion est la clé du succès. En véritable chef d'orchestre, Jacques Adnet recherche des collaborateurs dans de nombreuses disciplines comme la verrerie, la bijouterie, l'orfèvrerie, la ferronnerie, la sculpture, la dinanderie, etc. pour former sa nouvelle équipe.
Il réalise également des œuvres personnelles et fait partie des premiers créateurs à utiliser le métal et le verre pour la fabrication d’objets, de luminaires ou de meubles ; ses matériaux de prédilection sont le métal chromé ou nickelé, le miroir, les dalles de verre de Saint-Gobain souvent coulées sur lit de sable, le cristal de Baccarat, le bois laqué noir ou l’opaline. 
Les luminaires dessinés par Jacques Adnet entre 1928 et la fin des années 1930 ne ressemblent à rien de ce qui a été créé jusqu'alors et sont résolument modernes ; le critique d'art René Chavance les nomme « appareils d'éclairage », ils s'intègrent parfaitement dans la nouvelle ligne de mobilier et d'objets modernistes en métal et verre ou verre à fond miroir enchâssés dans une armature en métal que Jacques Adnet crée et où aucun détail n'est superflu.   
En 1937, Jacques Adnet (en collaboration avec René Coulon) est mandaté pour réaliser le pavillon Saint Gobain pour l'Exposition internationale des arts et techniques de 1937. Ce véritable palais du verre montre au public les multiples applications des différents produits mis au point par Saint Gobain (la marmotte, les dalles de verre coulées sur lit de sable, les pavés de verre, le verre trempé). Jacques Adnet et René Coulon remportent cinq prix, dont le grand prix d'architecture de l'Exposition internationale des arts et techniques dans la vie moderne.  
Lorsque la guerre survient, Jacques Adnet croit de son devoir de contribuer à ne pas laisser s'éteindre ce que Louis Chéronnet appelle « un flambeau qui doit continuer à rayonner sur le monde : celui du Génie artistique et créateur de la France ». Il joue un rôle fondamental en soutenant et en aidant les artistes en organisant des expositions annuelles à la Compagnie des arts français. C'est ainsi qu'il passe commande à Raymond Legueult d'un carton de tapisserie “L'atelier“, qu'il édite en 1942. Après l'armistice les choses ont changé, ainsi, Jacques Adnet opère un changement stylistique. Après ses créations modernistes des années 1930, il s'orient vers la tradition et le néoclassicisme et réaliser des meubles en bois précieux ou en laque dans lesquels la ferronnerie joue un rôle important ; pour cela, il invite des sculpteurs comme Emmanuel Auricoste, Paul Belmondo ou Hubert Hencesse à créer des éléments (piétements, ferrures…) pour son mobilier. Il recontacte également Alberto Giacometti et Diego Giacometti qu'il fréquentait déjà avant la guerre et qui, libérés de leur contrat qui les liait à Jean-Michel Frank par la mort de ce dernier en 1941, collaborent avec la Compagnie des Arts français qui désormais édite les lampes, lampadaires et autres objets qu'ils ont dessinés pour Jean-Michel Frank. Entre 1947 et 1949, Jacques Adnet préside le Salon des artistes décorateurs.
À l'approche années 1950, Jacques Adnet, désirant toujours innover, développe, en collaboration avec l'atelier de Robert Pinchon, des meubles et des luminaires à structure en métal souvent gainés de cuir ou de skaï (à partir de 1955) piqué sellier. On[Qui ?] trouve aussi bien des bureaux, des consoles que des sièges, des tables, des lampes ou des lampadaires.
En 1958, Jacques Adnet est nommé officier des Arts et des Lettres par le général de Gaulle, alors président de la République.
En 1959, il est nommé directeur de l’École nationale supérieure des arts décoratifs. Il occupe ce poste jusqu'en 1970 et prend sa retraite « après avoir atteint son dernier but et réformé l'école sur le modèle universitaire ». Il partage alors son temps entre sa maison de campagne et son appartement à Paris, près de la place des États-Unis, en se consacrant à ses autres passions : la poésie et le jardinage. Jacques Adnet s’éteint à Paris le 29 octobre 1984.

## Principales réalisations
- 1934 : Architecture, décoration et aménagement de l'hôtel particulier de M. et Mme Florence et Frank Jay Gould au boulevard Suchet à Paris.
- 1936 : Décoration et aménagement de l'appartement de la chanteuse lyrique Alice Cocéa.
- 1937 : Création du Pavillon de verre Saint-Gobain à l'Exposition universelle de 1937 à Paris.
- Décoration et aménagement de l'appartement du cinéaste Marcel Carné.
- Décoration et aménagement du studio du président de la République française au château de Rambouillet.
- Décoration et aménagement appartements privés du président Vincent Auriol au Palais de l'Élysée.
- 1952 : Aménagement du paquebot Ferdinand de Lesseps.
- 1955 : Lustres monumentaux[11] et luminaires pour le Palais des Consuls de Rouen (avec André Arbus)[12]
- Années 1950 : Aménagement de l'hôtel Majestic de Cannes.

### Tapisseries
- L'Atelier, vers 1941, carton exécuté d'après l'œuvre de Raymond Legueult, et tissé dans les Ateliers Pinton à Felletin.

## Collections publiques
- Boulogne-Billancourt, musée des Années Trente
- Musée des Arts décoratifs, Paris.

## Distinctions
- Officier de l'ordre des Arts et des Lettres (1958)